# فران کوتگلاس
فران کوتگلاس (انگلیسی: Ferrán Quetglas؛ زادهٔ ۶ ژوئن ۲۰۰۵) بازیکن فوتبال است که در حال حاضر برای رئال مادرید سی در پست دروازه‌بان بازی می‌کند.
وی همچنین در تیم‌های ملی فوتبال زیر ۱۵ سال، زیر ۱۷ سال، زیر ۱۸ سال و زیر ۱۹ سال اسپانیا بازی کرده است.